# Die Bergretter/Staffel 4
Die vierte Staffel der Fernsehserie Die Bergretter des ZDF und ORF umfasst fünf 90-minütige Episoden. Die Staffelpremiere der deutsch-österreichischen Koproduktion war am Donnerstag, dem 3. Jänner 2013 im ZDF. Das Staffelfinale wurde am 31. Jänner gesendet. In Österreich erschien die Staffel bei ORF 2. Gedreht wurden die Folgen vom 4. Juni bis zum 24. Oktober 2012 in Ramsau am Dachstein, im Dachsteingebirge und Umgebung.

## Episodenliste
| Nr. (ges.) | Nr. (St.) | Erstausstrahlung | Titel               | Regie              | Kamera                          | Drehbuch         | Musik                                     | Schnitt          |
| --- | --------- | ---------------- | ------------------- | ------------------ | ------------------------------- | ---------------- | ----------------------------------------- | ---------------- |
| 22 | 1         | 03. Jänner 2013  | Tödliches Vertrauen | Felix Herzogenrath | Aljoscha Hennig, Heinz Wehsling | Timo Berndt      | Eike Hosenfeld, Moritz Denis, Tim Stanzel | Uli Schön        |
| Gastdarsteller: Franziska Weisz als Sabine Baumann, Manuel Witting als Alexander Baumann, Andreas Kiendl als Hans Baumann, Julian Olivi als Max Baumann, Sebastian Schwab als Joss Kraus, Oliver Mallison, Martin Leuchtgeb, Mona Schramke                                           |           |                  |                     |                    |                                 |                  |                                           |                  |
| 23 | 2         | 10. Jänner 2013  | Wilde Wasser        | Felix Herzogenrath | Heinz Wehsling                  | Anna Dokoupilova | Eike Hosenfeld, Moritz Denis, Tim Stanzel | Uli Schön        |
| Gastdarsteller: Julia Bremermann als Silke Bäcker, Hans-Jochen Wagner als Hannes Bäcker, Simon Jung als Timo Bäcker, Monique Schröder als Lena Bäcker, Sebastian Schwab als Joss Kraus, Dietmar Mössmer, Gabriela Schmoll, Suse Lichtenberger, Mona-Leen Schuller                    |           |                  |                     |                    |                                 |                  |                                           |                  |
| 24 | 3         | 017. Jänner 2013 | Der Tote im Berg    | Dirk Pientka       | Andreas Tams, Alex Traumann     | Timo Berndt      | Eike Hosenfeld, Moritz Denis, Tim Stanzel | Andrea Schriever |
| Gastdarsteller: Rudolf Waldemar Brem als Alois Kofler, Fritz Hammel als Martin Gregor, Max Engelke als Ulli Jäger, Gloria Nefzger, Carl Achleitner, Martin Leuchtgeb, Martin Strele, Reinhard Forcher                                                                                |           |                  |                     |                    |                                 |                  |                                           |                  |
| 25 | 4         | 24. Jänner 2013  | Spurlos             | Dirk Pientka       | Andreas Tams, Alex Traumann     | Timo Berndt      | Eike Hosenfeld, Moritz Denis, Tim Stanzel | Bernd Schriever  |
| Gastdarsteller: Sonja Wieser |           |                  |                     |                    |                                 |                  |                                           |                  |
| 26 | 5         | 31. Jänner 2013  | Filmriss            | Dirk Pientka       | Andreas Tams, Alex Traumann     | Timo Berndt      | Eike Hosenfeld, Moritz Denis, Tim Stanzel | Christian Bolik  |
| Gastdarsteller: Sarah Alles als Sarah, Alexander Becht als Thomas, Helmut Zierl als Rainer Sielmann, Heinz Josef Braun als Hartmut Wagner, Eva Scheurer als Roswitha Wagner, Natalia Rudziewicz als Jule Wagner, Tim Egloff als Oliver Grohner, Marianne Nentwich, Christian Dolezal |           |                  |                     |                    |                                 |                  |                                           |                  |

## DVD-Veröffentlichung
Die zweiteilige DVD mit den fünf Episoden der vierten Staffel erschien am 20. Dezember 2013 bei Universum Film und hat eine Spieldauer von 442 Minuten.